# Híjar (Granada)
Híjar es una localidad y pedanía española perteneciente al municipio de Las Gabias, en la provincia de Granada, comunidad autónoma de Andalucía. Está situada en la parte centro-oeste de la comarca de la Vega de Granada. Limítrofe a esta localidad se encuentra Cúllar Vega, y un poco más alejados están los núcleos de San Javier, Gabia Grande, Churriana de la Vega y El Ventorrillo.

## Historia
Para encontrar los primeros indicios de presencia humana en Híjar, recientemente se ha descubierto una villa romana en sus cercanías.
Los restos excavados pertenecen a la pars fructuaria de una villa romana, con dos fases de uso y dedicada a la producción de aceite, fechada por los investigadores desde mediados del siglo II d. C. hasta la primera mitad del siglo IV d. C. Se trata de una de las pocas villas de la provincia de Granada, donde se han documentado estructuras que muestran esta actividad productiva, como la cella olearia, relacionada con el almacenamiento de la aceituna, construida utilizando opus caementicium.
También se han conservado restos de la sala de prensado o torcularium, delimitada por tres muros, manteniendo restos de su suelo de opus caementicium. Completando esta prensa se hallan dos aras quadrata de opus signinum.

## Demografía
Según el Instituto Nacional de Estadística de España, en el año 2021 Híjar contaba con 5.491 habitantes censados, lo que representa el 24,9% de la población total del municipio, convirtiéndose así en la pedanía gabirra más grande en cuanto al número de habitantes.

### Evolución de la población
| Gráfica de evolución demográfica de Híjar entre 2003 y 2021 |
|                                                             |
| Datos según el nomenclátor publicado por el INE.            |

## Cultura

### Fiestas
Sus fiestas populares se celebran cada año alrededor del 3 de mayo en honor a la Santa Cruz.